# Macrolabrum trichopteroides
Macrolabrum trichopteroides är en kräftdjursart som beskrevs av Mihai Bacescu 1976. Macrolabrum trichopteroides ingår i släktet Macrolabrum och familjen Pagurapseudidae. Inga underarter finns listade i Catalogue of Life.